# Rivière Bellefeuille (lac Macamic)
Pour les articles homonymes, voir Bellefeuille.
La Rivière Bellefeuille est un affluent de la rivière Macamic, coulant dans les municipalités de Taschereau, Authier et Authier-Nord, dans la municipalité régionale de comté (MRC) de Abitibi-Ouest, dans la région administrative de l’Abitibi-Témiscamingue, au Québec, au Canada.
La rivière Bellefeuille coule en territoire forestier et agricole selon les zones. L’agriculture constitue la principale activité économique de ce bassin versant ; la foresterie en second et les activités récréotouristiques, en troisième surtout autour du lac Robertson et sur la rive est du lac Macamic.
Le bassin versant de la rivière Bellefeuille est desservie par la route 111 (sens nord-sud), le chemin du rang 6e et 7e Est (sens est-ouest), le chemin de Bellefeuille (sens est-ouest), le chemin des Sables (sens est-ouest) et la route 390.
Annuellement, la surface de la rivière est habituellement gelée de la mi-novembre à la mi-avril, toutefois la circulation sécuritaire sur la glace se fait généralement de la mi-décembre à la fin mars.

## Géographie
La rivière Bellefeuille prend sa source à l’embouchure du lac Robertson (longueur : 4,2 km dans le sens nord-sud ; largeur : 2,5 km ; altitude : 330 m) situé en zone forestière et agricole. Ce lac est situé au sud-est du village de Taschereau et est connexe au lac Taschereau lequel est au nord du chemin de fer du Canadien National.
L’embouchure du lac Robertson est située à 1,5 km au sud du chemin de fer du Canadien National ; 1,4 km au sud-est du centre du village de Taschereau ; et à 24,0 km au sud-est de l’embouchure de la rivière Bellefeuille.
Les principaux bassins versants voisins de la rivière Bellefeuille sont :
- Côté nord : Petite rivière Bellefeuille, rivière Macamic, Petite rivière Macamic ;
- Côté est : Petite rivière Bellefeuille, Petite rivière Macamic, lac Robertson, rivière Chicobi ;
- Côté sud : rivière Dagenais, rivière Fréville, rivière Bassignac ;
- Côté ouest : lac Macamic, rivière Loïs, rivière La Sarre.

À partir de sa source, la rivière Bellefeuille coule sur 47,6 km selon les segments suivants :
Partie supérieure de la rivière Bellefeuille (segment de 30,5 km)
- 3,0 km vers l'ouest, puis le nord, jusqu’à la route 390 ;
- 4,0 km vers le sud-ouest, en formant une courbe vers le nord pour revenir couper la route 390 ;
- 1,8 km vers le sud-ouest, jusqu’à la décharge du lac Chavigny ;
- 9,5 km vers le nord-ouest, en longeant plus ou moins la route 111 qu’elle coupe à 3,8 km à l'est du centre du village de Authier. Note : à cet endroit, cette route 111 est connexe au chemin de fer du Canadien National ;
- 7,8 km vers le nord-ouest en coupant la route 111 et en s’approchant dans une boucle (orientée vers l'ouest) à seulement 0,2 km du côté ouest du ruisseau Royal-Roussillon, jusqu’au chemin du 2e rang ;
- 4,4 km vers le nord surtout en zone agricole, jusqu’au chemin de Bellefeuille, soit au centre du village de Bellefeuille ;

Partie inférieure de la rivière Bellefeuille (segment de 17,1 km)
- 8,0 km vers le nord-est en formant deux zigzags, en zone agricole puis forestière, jusqu’à l’embouchure de la Petite rivière Bellefeuille (venant du sud-est) ;
- 3,4 km vers l'ouest en coupant le chemin du 6e et 7e Rang Est, jusqu’au chemin principal (sens nord-sud) qu’elle coupe à 2,9 km au sud du village de Authier-Nord ;
- 5,7 km vers le sud-ouest en coupant le chemin de ceinture du lac à 0,33 km avant sa décharge, jusqu’à son embouchure[2].

L’embouchure de la rivière Bellefeuille est localisé à :
- 8,9 km au nord-est du centre du village de Macamic ;
- 27,8 km au nord-est de l’embouchure de la rivière La Sarre
- 44,6 km à l'est de la frontière de l’Ontario ;
- 92,4 km au nord-est de l’embouchure du lac Abitibi (en Ontario) ;
- 63,2 km au nord du centre-ville de Rouyn-Noranda.

L’embouchure de la rivière Bellefeuille est située au fond d’une grande baie sur la rive est du lac Macamic face à la île à Babineau et à 2,8 km au sud de l’embouchure de la rivière Macamic ; de là, le courant traverse le lac Macamic vers le nord-ouest sur 5,4 km. Le lac Macamic se déverse dans la rivière La Sarre laquelle se déverse à son tour sur la rive nord-est du lac Abitibi. De là, le courant traverse le lac Abitibi vers l'ouest sur 83,4 km jusqu’à son embouchure, en contournant cinq grandes presqu’îles s’avançant vers le nord et plusieurs îles.
À partir de l’embouchure du lac Abitibi, le courant emprunte le cours de la rivière Abitibi, puis de la rivière Moose pour aller se déverser sur la rive sud de la baie James.

## Toponymie
Cet hydronyme évoque l’œuvre de vie du sulpicien Charles Lefebvre de Bellefeuille. Il a fondé en 1837 la « maison du Lac-Abitibi ». Ce missionnaire a laissé le récit de son voyage dans le rapport sur les missions du diocèse catholique de Québec de 1839 sous le titre de Relalions de la mission faite en 1837 par M. de Bellefeuille chez les Sauvages du lac Abbittibbi. Jadis, les Amérindiens dénommaient ce cours d’eau : « rivière Kakameonan ».
Le toponyme « rivière Bellefeuille » a été officialisé le 5 décembre 1968 à la Commission de toponymie du Québec, soit à la création de cette commission.